# 津田貫汰
津田 貫汰（つだ かんた、2000年10月17日 - ）は、日本のラグビー選手。
ポジションはSO。中部電力ラグビー部所属。

## 略歴
神奈川県藤沢市出身。
2006年、小学校入学と同時に、兄が通う藤沢ラグビースクールでラグビーを始める。同時に兄が通う地元のスカイブルーサッカー少年団でサッカーも始めた（6年生まで）。
コーチは6年間、桐光学園の名キッカー中村選手の同期コーチであった。
足でボールを手で扱うような器用さ、ボールスピード、正確なコントロールを目の当たりにする。
右サイドバックとして、チームメイトのボール捌きと1-2パス、長身選手のヘディング最適位置へのコントロール、ゴールからのドロップキックなどの基本を学んだ。
2013年、高浜中学校入学後は一時強豪バスケット部へ携わり、左右の手でバックシュートを決めるなどを披露。
試合スケジュールが重なることから1年の冬頃、ラグビー部へ移籍。藤沢ラグビースクール出身の先生のもと、毎日キック、パスを磨くこととなる。
中学3年時には、神奈川県ラグビースクール選抜として年末花園の前座的中学生の試合はウィングポジションで全国中学校ラグビースクール大会に出場。
決勝戦では兵庫県ラグビースクールと大接戦となりサイドライン際、難しい角度からゴールキックを決めるなど、全国大会準優勝に貢献した。

### 桐蔭学園時代
2016年、桐蔭学園に進学し、スタンドオフで活躍。1年時からAチームには帯同するも、公式試合スタメンは3年進級前後の新人大会からとなる。
桐蔭学園は、週末は公式試合、強豪私立高校が集う関東スーパーリーグ（Bチーム以下も闘う）、練習試合と実戦で経験を積んだ。
高校2年花園での試合後、新人戦以降は、スタメン出場。
春の全国選抜大会決勝では前半終了間際の45mペナルティーキック、後半2本のドロップゴールを決めるなど、優勝に貢献した。
また、冬の花園 第98回全国高校ラグビーフットボール大会においては準優勝に貢献。
準々決勝天理戦後半、2度のフィールドキックで敵陣5メートル付近まで迫り、接戦を引き離す得点のきっかけをつくる。
準決勝東福岡戦では後半難しい角度から31-31と因縁のスコアで追いつく。
ゴールやドロップゴールを思わせる動きもありつつ、勝利を決定付けるPGなど、大会90％超の正確無比の成功率でチーム得点の42％を占める。
大会のポイントランキングは69得点で１位。
２位とは23得点の差をつける状況であった。
また、桐蔭ラグビー部史上個人の花園最多得点をマークした。
花園での大会終了後は、高校日本代表が内定していたが、直前の代表合宿で痛めていた肩の亜脱臼が限界を超え、代表試合参加を辞退。高度医療機関にて内視鏡手術を受けている

### 中央大学時代
2020年、中央大学法学部進学。
中央大学ラグビー部入部後は関東大学リーグ戦出場で、圧倒的なキックバリエーションを披露し　　MOM（マンオブザマッチ）獲得、オールスター戦への出場等、活躍を果たす。

### 中部電力時代
2023年4月、中部電力ラグビー部入団。